# Microlicia petiolulata
Microlicia petiolulata är en tvåhjärtbladig växtart som beskrevs av Célestin Alfred Cogniaux, Rafael Romero och Woodgyer. Microlicia petiolulata ingår i släktet Microlicia och familjen Melastomataceae. Inga underarter finns listade i Catalogue of Life.